# Just-Antoine-Henry-Marie-Germain de Rostaing
Just-Antoine-Henry-Marie-Germain, marquis de Rostaing, seigneur de Veauchette, Saint-Cyprien et autres lieux, né le 24 novembre 1740 au château de Veauchette où il décéda le 30 septembre 1826, est un général et homme politique français.

## Biographie
Il fut d'abord attaché à la maison du dauphin. Premier page de Louis XV, il reçut un brevet de lieutenant de cavalerie, fit campagne en Allemagne de 1760 à 1762, passa aux mousquetaires, devint colonel du régiment d'Auxerrois et, en 1778, du Régiment de Gâtinais (régiment Royal-Auvergne). Il servit en cette qualité sous Rochambeau pendant la guerre d'Amérique, et mérita par son courage à Yorktown le grade de maréchal de camp et la croix de Saint-Louis (1783). Il fut reçu membre d'origine de la Société des Cincinnati de France. 
Il était grand bailli et sénéchal d'épée du pays, comté et ressort de Forez, quand il fut élu, le 21 mars 1789, député de la noblesse aux États généraux par ce bailliage. Il s'y montra partisan modéré des idées nouvelles, devint secrétaire de l'Assemblée, membre et vice-président du comité militaire, fit décréter le 24 juin 1790 l'uniformité de la solde militaire dans chaque arme, parla sur les incompatibilités législatives, et lut plusieurs rapports sur l'organisation et les uniformes de l'armée. 
Promu lieutenant général le 6 février 1792, il se retira peu après dans ses propriétés, et ne se mêla plus aux événements politiques.

### Sources et bibliographie
- « Just-Antoine-Henry-Marie-Germain de Rostaing », dans Adolphe Robert et Gaston Cougny, Dictionnaire des parlementaires français, Edgar Bourloton, 1889-1891 [détail de l’édition]